# Yaya Sanogo
Yaya Sanogo (Massy, 27 gennaio 1993) è un calciatore francese, attaccante dell'Amazonas.

## Caratteristiche tecniche
Gioca nella posizione di punta centrale, non solo è un calciatore rapido e scattante, ma in fase realizzativa sfrutta a proprio vantaggio il posizionamento. In attacco dispone di una tecnica essenziale, il suo piede forte è il destro benché sappia calciare bene anche con il sinistro, è capace di segnare anche dalla distanza ravvicinata, in alcuni casi usa il colpo di testa. È capace di calciare bene anche tramite il penalty.

## Carriera

### Club

#### Gli inizi, Auxerre
Firma il suo primo contratto con l'Auxerre il 27 ottobre 2009 diventando così il più giovane giocatore nella storia del club a firmare un contratto da professionista. Il 5 marzo 2010 debutta in Ligue 1, entrando nel secondo tempo della partita contro l'Olympique Lione persa 2-1. Inoltre gioca anche in Coupe de France, nella partita vinta 3-0 contro il Sedan. Il 18 settembre si infortuna alla tibia restando fuori dai campi per sei mesi per la riabilitazione, saltando l'intera stagione 2010-2011. Ritorna nella stagione 2011-2012 durante la partita vinta per 2-1 contro il Nancy in Coupe de la Ligue. Il 21 settembre 2011 ottiene la sua seconda presenza in Ligue 1, quasi diciotto mesi dopo la prima volta, contro il Lorient (finito 1-1). Il 6 novembre realizza il primo gol in carriera contro il Tolosa, contribuendo così alla vittoria per 2-0. Concluderà la stagione con 10 presenze (8 in campionato, 2 in coppa) e un gol. Il 1º febbraio 2013 realizza una quaterna contro il Laval, contribuendo di misura alla vittoria della sua squadra per 4-5. Sette giorni dopo si rende nuovamente protagonista segnando una tripletta contro il Tours (vittoria per 3-2). Totalmente gioca 13 partite segnando 10 gol.

#### Arsenal e vari prestiti
Il 1º luglio 2013 firma un contratto con l'Arsenal Dopo un infortunio che lo ha tenuto fermo tutta la prima parte della stagione, il 16 febbraio 2014 debutta da titolare in FA Cup. Proprio in questa partita, contro il Liverpool, fornisce l'assist per il gol del compagno Alex Oxlade-Chamberlain. Il 26 novembre 2014, segna il suo primo gol con la maglia dei Gunners nella partita di Champions League contro il Borussia Dortmund, terminata 2-0 per gli inglesi.
Il 12 gennaio 2015 passa al Crystal Palace con la formula del prestito. Dodici giorni dopo, segna il suo unico gol col Crystal Palace nella partita di FA Cup vinta 3-2 contro il Southampton. Il 17 luglio 2015 passa con la formula del prestito all'Ajax ma anche l'esperienza con la maglia dei lancieri risulta negativa. Nel 2016 passa in prestito al Charlton ma, nonostante le tre reti nelle prime quattro giornate, viene relegato al ruolo di riserva.

#### Tolosa e Huddersfield Town
Il 7 luglio 2017, dopo essere rimasto svincolato dall'Arsenal, torna in Francia per legarsi al Tolosa con un contratto triennale.. Nella sua prima stagione, mette a segno 6 gol, di cui due il 17 marzo nel pareggio casalingo per 2-2 contro lo Strasburgo. Va asegno anche il 23 maggio successivo nella vittoria per 3-0 nella finale playoff sul campo dell'Ajaccio, contribuendo alla permanenza in Ligue 1 del Tolosa.
Dopo 3 stagioni, il 7 luglio 2020 viene svincolato dal club francese, dopo aver realizzato 16 gol in 70 partite ufficiali.
Rimane svincolato si mesi prima che, il 24 febbraio 2021, trova l'accordo fino al termine della stagione con l'Huddersfield Town. L'11 maggio 2021 viene confermato che il suo contratto non sarebbe stato prorogato e che a fine stagione avrebbe lasciato i Terriers dopo 9 presenze.
Ad un anno dalla sua ultima gara, nel giugno 2022 dichiara di essere ancora attivamente alla ricerca di un nuovo club.

#### Uratru
Il 27 gennaio 2023, dopo circa un anno e mezzo dal suo ultimo ingaggio, l'Urartu, club della massima divisione calcistica armena, ne annuncia l'ingaggio.

### Nazionale
Conta diverse presenze con le selezioni giovanili francesi; è stato convocato dalla Nazionale Under-16, dove disputa 18 partite con altrettanti gol, poi dall'Under-17 disputando 16 partite con 9 gol. Poi è stato convocato per i Mondiali Under-20 del 2013 riuscendo a vincerlo, ha giocato tutte le partite, segna un gol sconfiggendo il Ghana per 3-1, trasforma un rigore pareggiando per 1-1 con gli Stati Uniti, agli ottavi di finale realizza un gol battendo per 4-1 la Turchia infine la quarta a ultima rete la segna nella partita vinta ai quarti di finale per 4-0 ai danni dell'Uzbekistan.

## Statistiche

### Presenze e reti nei club
Statistiche aggiornate al 28 gennaio 2023
| Stagione         | Squadra          | Campionato       | Campionato | Campionato | Coppe nazionali | Coppe nazionali | Coppe nazionali | Coppe continentali | Coppe continentali | Coppe continentali | Altre coppe | Altre coppe | Altre coppe | Totale | Totale |
| Stagione         | Squadra          | Comp             | Pres       | Reti       | Comp            | Pres            | Reti            | Comp               | Pres               | Reti               | Comp        | Pres        | Reti        | Pres   | Reti   |
| ---------------- | ---------------- | ---------------- | ---------- | ---------- | --------------- | --------------- | --------------- | ------------------ | ------------------ | ------------------ | ----------- | ----------- | ----------- | ------ | ------ |
| 2009-2010        | Auxerre B        | CFA              | 17         | 9          |                 | -               | -               | -                  | -                  | -                  | -           | -           | -           | 17     | 9      |
| 2010-2011        | Auxerre B        | CFA              | 8          | 3          |                 | -               | -               | -                  | -                  | -                  | -           | -           | -           | 8      | 3      |
| 2011-2012        | Auxerre B        | CFA              | 3          | 3          |                 | -               | -               | -                  | -                  | -                  | -           | -           | -           | 3      | 3      |
| 2012-2013        | Auxerre B        | CFA              | 3          | 0          |                 | -               | -               | -                  | -                  | -                  | -           | -           | -           | 3      | 0      |
| Totale Auxerre B | Totale Auxerre B | Totale Auxerre B | 31         | 15         |                 | -               | -               |                    | -                  | -                  |             | -           | -           | 31     | 15     |
| 2009-2010        | Auxerre          | L1               | 1          | 0          | CF+CdL          | 1+0             | 0               | -                  | -                  | -                  | -           | -           | -           | 2      | 0      |
| 2010-2011        | Auxerre          | L1               | 0          | 0          | CF+CdL          | 0               | 0               | -                  | -                  | -                  | -           | -           | -           | 0      | 0      |
| 2011-2012        | Auxerre          | L1               | 7          | 1          | CF+CdL          | 0+2             | 0               | -                  | -                  | -                  | -           | -           | -           | 9      | 1      |
| 2012-2013        | Auxerre          | L2               | 13         | 10         | CF+CdL          | 0               | 0               | -                  | -                  | -                  | -           | -           | -           | 13     | 10     |
| Totale Auxerre   | Totale Auxerre   | Totale Auxerre   | 21         | 11         |                 | 3               | 0               |                    | -                  | -                  |             | -           | -           | 24     | 11     |
| 2013-2014        | Arsenal          | PL               | 8          | 0          | FACup+CdL       | 4+0             | 0+0             | UCL                | 2                  | 0                  | -           | -           | -           | 14     | 0      |
| 2014-gen. 2015   | Arsenal          | PL               | 3          | 0          | FACup+CdL       | 0+0             | 0+0             | UCL                | 2                  | 1                  | CS          | 1           | 0           | 6      | 1      |
| gen.-giu. 2015   | Crystal Palace   | PL               | 10         | 0          | FACup+CdL       | 1+0             | 1+0             | -                  | -                  | -                  | -           | -           | -           | 11     | 1      |
| 2015-gen. 2016   | Ajax             | E                | 3          | 0          | CO              | 0               | 0               | UCL+UEL            | 2+1                | 0                  | -           | -           | -           | 6      | 0      |
| feb.-giu. 2016   | Charlton         | FLC              | 8          | 3          | FACup+FLC       | 0+0             | 0+0             | -                  | -                  | -                  | -           | -           | -           | 8      | 3      |
| 2016-2017        | Arsenal          | PL               | 0          | 0          | FACup+CdL       | 0+0             | 0+0             | UCL                | 0                  | 0                  | CS          | 0           | 0           | 0      | 0      |
| Totale Arsenal   | Totale Arsenal   | Totale Arsenal   | 11         | 0          |                 | 4               | 0               |                    | 4                  | 1                  |             | 1           | 0           | 20     | 1      |
| 2017-2018        | Tolosa           | L1               | 27+2       | 6+1        | CF+CdL          | 1+3             | 0+2             | -                  | -                  | -                  | -           | -           | -           | 33     | 9      |
| 2018-2019        | Tolosa           | L1               | 21         | 3          | CF+CdL          | 2+0             | 0+0             | -                  | -                  | -                  | -           | -           | -           | 23     | 3      |
| 2019-2020        | Tolosa           | L1               | 15         | 3          | CF+CdL          | 0+1             | 0+1             | -                  | -                  | -                  | -           | -           | -           | 16     | 4      |
| Totale Tolosa    | Totale Tolosa    | Totale Tolosa    | 63+2       | 12+1       |                 | 7               | 3               |                    |                    |                    |             |             |             | 72     | 16     |
| feb.-giu. 2021   | Huddersfield     | FLC              | 8          | 0          | FACup+CdL       | -               | -               | -                  | -                  | -                  | -           | -           | -           | 8      | 0      |
| gen.-giu. 2023   | Urartu           | BC               | -          | -          | CA              | -               | -               | -                  | -                  | -                  | -           | -           | -           | -      | -      |
| Totale           | Totale           | Totale           | 155+2      | 41+1       |                 | 15              | 4               |                    | 7                  | 1                  |             | 1           | 0           | 178    | 47     |

### Cronologia delle presenze e reti nei club
| Cronologia completa delle presenze e delle reti in nazionale ― Francia under 21 | Cronologia completa delle presenze e delle reti in nazionale ― Francia under 21 | Cronologia completa delle presenze e delle reti in nazionale ― Francia under 21 | Cronologia completa delle presenze e delle reti in nazionale ― Francia under 21 | Cronologia completa delle presenze e delle reti in nazionale ― Francia under 21 | Cronologia completa delle presenze e delle reti in nazionale ― Francia under 21 | Cronologia completa delle presenze e delle reti in nazionale ― Francia under 21 | Cronologia completa delle presenze e delle reti in nazionale ― Francia under 21 |
| Data                                                                            | Città                                                                           | In casa                                                                         | Risultato                                                                       | Ospiti                                                                          | Competizione                                                                    | Reti                                                                            | Note                                                                            |
| ------------------------------------------------------------------------------- | ------------------------------------------------------------------------------- | ------------------------------------------------------------------------------- | ------------------------------------------------------------------------------- | ------------------------------------------------------------------------------- | ------------------------------------------------------------------------------- | ------------------------------------------------------------------------------- | ------------------------------------------------------------------------------- |
| 10-11-2011                                                                      | Stade de France                                                                 | Francia under 21                                                                | 3 – 0                                                                           | Romania under 21                                                                | Qual. Europeo Under-21 2013                                                     | -                                                                               |                                                                                 |
| 4-3-2014                                                                        | MMArena                                                                         | Francia under 21                                                                | 2 – 0                                                                           | Slovacchia under 21                                                             | Qual. Europeo Under-21 2013                                                     | -                                                                               |                                                                                 |
| 5-9-2013                                                                        | Stadio Michel d'Ornano                                                          | Francia under 21                                                                | 5 – 0                                                                           | Kazakistan under 21                                                             | Qual. Europeo Under-21 2015                                                     | -                                                                               |                                                                                 |
| 9-9-2013                                                                        | Stadio Haradzki                                                                 | Bielorussia under 21                                                            | 1 – 2                                                                           | Francia under 21                                                                | Qual. Europeo Under-21 2015                                                     | -                                                                               |                                                                                 |
| 4-9-2014                                                                        | Astana                                                                          | Kazakistan under 21                                                             | 1 – 5                                                                           | Francia under 21                                                                | Qual. Europeo Under-21 2015                                                     | 2                                                                               | 61’                                                                             |
| 8-9-2014                                                                        | Auxerre                                                                         | Francia under 21                                                                | 1 – 1                                                                           | Islanda under 21                                                                | Qual. Europeo Under-21 2015                                                     | 1                                                                               | 90+2’                                                                           |
| 13-11-2014                                                                      | La Spezia                                                                       | Italia under 20                                                                 | 1 – 1                                                                           | Francia under 21                                                                | Amichevole                                                                      | -                                                                               | cap. 64’                                                                        |
| 17-11-2014                                                                      | Brest                                                                           | Francia under 21                                                                | 3 – 2                                                                           | Inghilterra under 21                                                            | Amichevole                                                                      | 2                                                                               | cap.                                                                            |
| Totale                                                                          |                                                                                 | Presenze                                                                        | 8                                                                               |                                                                                 | Reti                                                                            | 5                                                                               |                                                                                 |

| Cronologia completa delle presenze e delle reti in nazionale ― Francia under 20 | Cronologia completa delle presenze e delle reti in nazionale ― Francia under 20 | Cronologia completa delle presenze e delle reti in nazionale ― Francia under 20 | Cronologia completa delle presenze e delle reti in nazionale ― Francia under 20 | Cronologia completa delle presenze e delle reti in nazionale ― Francia under 20 | Cronologia completa delle presenze e delle reti in nazionale ― Francia under 20 | Cronologia completa delle presenze e delle reti in nazionale ― Francia under 20 | Cronologia completa delle presenze e delle reti in nazionale ― Francia under 20 |
| Data                                                                            | Città                                                                           | In casa                                                                         | Risultato                                                                       | Ospiti                                                                          | Competizione                                                                    | Reti                                                                            | Note                                                                            |
| ------------------------------------------------------------------------------- | ------------------------------------------------------------------------------- | ------------------------------------------------------------------------------- | ------------------------------------------------------------------------------- | ------------------------------------------------------------------------------- | ------------------------------------------------------------------------------- | ------------------------------------------------------------------------------- | ------------------------------------------------------------------------------- |
| 5-3-2013                                                                        | Créteil                                                                         | Francia under 20                                                                | 2 – 0                                                                           | Portogallo under 20                                                             | Amichevole                                                                      | -                                                                               | 63’                                                                             |
| 11-6-2013                                                                       | Romorantin-Lanthenay                                                            | Francia under 20                                                                | 3 – 1                                                                           | Grecia under 20                                                                 | Amichevole                                                                      | 1                                                                               |                                                                                 |
| 14-6-2013                                                                       | Amiens                                                                          | Francia under 20                                                                | 2 – 2                                                                           | Colombia under 20                                                               | Amichevole                                                                      | -                                                                               | 79’                                                                             |
| 21-6-2013                                                                       | Istanbul                                                                        | Francia under 20                                                                | 3 – 1                                                                           | Ghana under 20                                                                  | Mondiali Under-20 2013 - Fase a gironi                                          | 1                                                                               |                                                                                 |
| 24-6-2013                                                                       | Istanbul                                                                        | Francia under 20                                                                | 1 – 1                                                                           | Stati Uniti under 20                                                            | Mondiali Under-20 2013 - Fase a gironi                                          | 1                                                                               |                                                                                 |
| 27-6-2013                                                                       | Istanbul                                                                        | Spagna under 20                                                                 | 2 – 1                                                                           | Francia under 20                                                                | Mondiali Under-20 2013 - Fase a gironi                                          | -                                                                               |                                                                                 |
| 2-7-2013                                                                        | Gaziantep                                                                       | Francia under 20                                                                | 4 – 1                                                                           | Turchia under 20                                                                | Mondiali Under-20 2013 - Ottavi di finale                                       | 1                                                                               |                                                                                 |
| 6-7-2013                                                                        | Rize                                                                            | Francia under 20                                                                | 4 – 0                                                                           | Uzbekistan under 20                                                             | Mondiali Under-20 2013 - Quarti di finale                                       | 1                                                                               |                                                                                 |
| 10-7-2013                                                                       | Bursa                                                                           | Francia under 20                                                                | 2 – 1                                                                           | Ghana under 20                                                                  | Mondiali Under-20 2013 - Semifinale                                             | -                                                                               |                                                                                 |
| 13-7-2013                                                                       | Istanbul                                                                        | Francia under 20                                                                | 4 – 1                                                                           | Uruguay under 20                                                                | Mondiali Under-20 2013 - Finale                                                 | -                                                                               |                                                                                 |
| Totale                                                                          |                                                                                 | Presenze                                                                        | 10                                                                              |                                                                                 | Reti                                                                            | 5                                                                               |                                                                                 |

## Palmarès

### Club
- Coppa d'Inghilterra: 1

Arsenal: 2013-2014
- Community Shield: 1

Arsenal: 2014
- Campionato armeno: 1

Urartu: 2022-2023

### Nazionale
- Campionato mondiale Under-20: 1

Turchia 2013